# تاكاميتسو أوتا
تاكاميتسو أُوتا (باليابانية: 太田 貴光) (19 يوليو 1970 في شيزوكا في اليابان – )؛ هو لاعب كرة قدم ياباني سابق كان يلعب كلاعب وسط.

## وصلات خارجية
- تاكاميتسو أوتا على موقع رابطة كرة القدم اليابانية للمحترفين (اليابانية)
- تاكاميتسو أوتا على موقع عالم كرة القدم.نت (الإنجليزية)